# The Bachelorette
The Bachelorette är en amerikansk dokusåpa där en kvinna ska välja ut sin livspartner genom att träffa olika män som blivit utvalda till programmet. Programmet är en spinoff av The Bachelor och hade premiär 2003. Första säsongens bachelorette var tvåan från första säsongen av The Bachelor.
Chris Harrison har varit programledare 16 säsonger, men sedan anklagelser om rasism i samband med säsong 25 av the Bachelor byttes Harrison ut. I säsong 17 var de två före detta deltagarna Tayshia Adams och Kaitlyn Bristowe programledare.

## Säsonger
| Säsong | År   | Bachelorette                | Vinnare             |
| ------ | ---- | --------------------------- | ------------------- |
| 1      | 2003 | Trista Rehn                 | Ryan Sutter         |
| 2      | 2004 | Meredith Phillips           | Ian Mckee           |
| 3      | 2005 | Jen Schefft                 | Jerry Ferris        |
| 4      | 2008 | DeAnna Pappas               | Jesse Csincsak      |
| 5      | 2009 | Jillian Harris              | Ed Swiderski        |
| 6      | 2010 | Ali Fedotowsky              | Roberto Martinez    |
| 7      | 2011 | Ashley Hebert               | J.P. Rosenbaum      |
| 8      | 2012 | Emily Maynard               | Jef Holm            |
| 9      | 2013 | Desiree Hartsock            | Chris Siegfried     |
| 10     | 2014 | Andi Dorfman                | Josh Murray         |
| 11     | 2015 | Kaitlyn Bristowe            | Shawn Booth         |
| 12     | 2016 | JoJo Fletcher               | Jordan Rodgers      |
| 13     | 2017 | Rachel Lindsay              | Bryan Abasolo       |
| 14     | 2018 | Becca Kufrin                | Garrett Yrigoyen    |
| 15     | 2019 | Hannah Brown                | Jed Wyatt           |
| 16     | 2020 | Clare Crawley Tayshia Adams | Dale Moss Zac Clark |
| 17     | 2021 | Katie Thurston              | Blake Moynes        |
| 18     | 2021 | Michelle Young              | TBA                 |